# Bożena Czerny
Bożena Jadwiga Czerny (ur. 15 października 1952 w Kłodzku) – polska astronom, profesor doktor habilitowana.

## Życiorys
Ukończyła studia fizyczne na Uniwersytecie Warszawskim w 1974 roku. Doktorat z astrofizyki w 1984 roku, habilitacja w 1989, tytuł profesorski otrzymała w 1996 roku. Przez wiele lat pracowała jako asystent, adiunkt i profesor zwyczajny w Centrum Astronomicznym im. Mikołaja Kopernika Polskiej Akademii Nauk w Warszawie. Od 2015 roku pracuje w Centrum Fizyki Teoretycznej Polskiej Akademii Nauk.
Jej badania dotyczą struktury i ewolucji jąder aktywnych galaktyk, czarnej dziury w centrum Drogi Mlecznej oraz innej tematyki od źródeł rentgenowskich, błysków gamma aż po kosmologię. Kierowała również zespołem, który analizował metody wyznaczania mas czarnych dziur.
Bożena Czerny jest współzałożycielką grupy badaczy jąder aktywnych galaktyk i członkinią Rady Narodowego Centrum Nauki. W kadencji 2011–2013 była prezesem Polskiego Towarzystwa Astronomicznego.

## Nagrody
- Nagroda Europejskiego Towarzystwa Astronomicznego im. Lodewijka Woltjera(inne języki) (2022) za wkład w zrozumienie fizyki dysków akrecyjnych i obszarów powstawania szerokich linii emisyjnych w aktywnych jądrach galaktyk oraz badania nad ograniczeniami własności modelu kosmologicznego i ciemną energią[4][5]
- Medal honorowy im. Ernsta Macha (2019) za zasługi w zakresie nauk fizycznych przyznany przez Akademię Nauk Republiki Czeskiej[5][6]